# Molly Yard
 (mars 2020).
Si vous disposez d'ouvrages ou d'articles de référence ou si vous connaissez des sites web de qualité traitant du thème abordé ici, merci de compléter l'article en donnant les références utiles à sa vérifiabilité et en les liant à la section « Notes et références ».
Mary Alexander Molly Yard, née le 6 juillet 1912 à Chengdu dans la province de Sichuan en Chine et morte le 21 septembre 2005 à Pittsburgh en Pennsylvanie aux États-Unis à l'âge de 93 ans, est une féministe américaine. Elle est l'assistante d'Eleanor Roosevelt puis la 8e présidente de l'Organisation nationale pour les femmes de 1987 à 1991.

## Biographie
Diplômée du Swarthmore College en 1993, elle déménage à Pittsburgh en 1953. Elle travaille d'abord pour la campagne au poste de gouverneur de Pennsylvanie du maire David L. Lawrence en 1958, conduit les campagnes présidentielles de Pennsylvanie occidentale de John F. Kennedy en 1960 et  George McGovern en 1972.